# Agios Georgios, Pyrgos
Agios Georgios (Pyrgos) (greacă Άγιος Γεώργιος) este un oraș în Grecia în prefectura Elida.